# بن تولینسون
بن تولینسون (انگلیسی: Ben Tomlinson؛ زادهٔ ۳۱ اکتبر ۱۹۸۹) بازیکن فوتبال اهل بریتانیا است.
از باشگاه‌هایی که در آن بازی کرده است می‌توان به باشگاه فوتبال مکلسفیلد تاون، باشگاه فوتبال وورکساپ تاون، باشگاه فوتبال ترانمره راورز، باشگاه فوتبال بارنت، باشگاه فوتبال آلفرتون تاون، باشگاه فوتبال گریمزبی تاون، باشگاه فوتبال لینکولن سیتی، و باشگاه فوتبال بارو اشاره کرد.